# André Payan (cyclisme)
Pour les articles homonymes, voir André Payan et Payan.
André Payan, né le 17 octobre 1928 à Marseille et mort le 24 novembre 1999 dans sa ville natale, est un ancien coureur cycliste français professionnel.

## Biographie
Il remporte le Grand Prix de Monaco 1955 devant un autre Marseillais : Armand Di Caro et Fernand Valentini. 
André Payan récolte aussi sa notoriété grâce à sa ressemblance avec Jacques Anquetil.
En 1953, il passe professionnel et le reste durant quatre années.
En 1964, il succède à son père à la tête du magasin de cycle " Les Cycles Payan" à Marseille et de l'équipe de cyclisme Excelsior Cycles Payan. Ce magasin fondé en 1896 par le grand-père Victor Antoine Payan, né à Marseille le 9 septembre 1874 et dépositaire du brevet des dérailleurs, ferme ses portes en 1996.
En 1999, André Payan meurt suite d'une longue maladie à l'âge de 71 ans.

## Palmarès
- 1952
  - 2e de Paris-Ézy
- 1954
  - 3e du Tour du Vaucluse
  - 2e du circuit Drôme-Ardèche
- 1955
  - Grand Prix de Monaco
  - Grand Prix de Nice
  - 2e du Tour de Haute-Savoie
  - 2e du tour de la Haute-Loire